# Pírous
Pírous (en grec antic Πείροος "Peiroos") va ser, segons la mitologia grega, un cabdill dels tracis que a la Guerra de Troia es va aliar amb el rei Príam. Se'l menciona al Catàleg dels troians al llibre II de la Ilíada, juntament amb Acames, l'altre cap dels tracis. Va lluitar a la guerra al costat del seu fill Rigmos. Va ser mort per Toant, cabdill dels etolis. El seu fill Rigmos va morir a mans d'Aquil·les.